# 안평대군
안평대군 이용(安平大君 李瑢, 1418년 10월 27일(음력 9월 19일) ~ 1453년 11월 27일(음력 10월 18일))은 조선의 왕자이며 서예가이자 시인이며 육종영의 한 사람이다. 4대 국왕 세종의 3남이자 적3남으로 어머니는 소헌왕후이다. 정소공주, 문종, 정의공주와 세조의 친동생이다.

## 개요
이름은 이용(李瑢), 본관은 전주, 자는 청지(淸之), 호는 비해당(匪懈堂), 낭간거사(琅玕居士), 매죽헌(梅竹軒)이며, 세종과 소헌왕후의 셋째 아들이다. 문종과 세조의 동생이자 금성대군의 형이기도 하다. 서예와 시문, 그림, 가야금에 능하였으며 한석봉과 함께 명필로 여겨진다.
1453년(단종 1년), 둘째 형 수양대군(세조)에 의해 김종서, 황보인 등과 함께 정변을 기도했다는 이유로 사사되었다. 이후 숙종 때 복권되었다. 시호는 장소(章昭)이다.

## 생애

### 출생과 왕자 시절
1418년(세종 즉위년)에 태어났다. 그는 1431년(세종 13년) 숙부 성녕대군(誠寧大君)의 봉사손이 되었다.
1428년(세종 10년)에 안평대군(安平大君)에 봉해지고 1430년 여러 왕자들과 함께 성균관에 입학하여 학문을 닦았다.

### 수양대군과의 경쟁
그는 기질이 호탕하여 무사들을 이끌고 매 사냥을 나서기도 했으나, 그의 주변에는 주로 문인들이 많이 포진해 있었다. 이후 문종 때부터 두각을 나타내기 시작, 조정의 정치에도 간섭했으나 단종이 즉위한 후 수양대군 일파와 경쟁하였다.
1453년 1월 28일(1452년 음력 12월 19일) 아들 이우량이 병사하였고 1453년 5월 31일(음력 4월 23일) 그의 아내가 죽자 그는 아내의 장례식에 불참하였다.
| “ | 내가 불사(佛事)에 지극히 정성을 드리고 지극히 부지런하였으나, 세종과 소헌왕후와 문종이 서로 잇달아 붕어(崩御)하시고, 아들 이우량(李友諒)도 또 따라서 죽고, 이제 또 아내도 죽으니 비로소 불사(佛事)가 사람들에게 무익하다는 것을 알게 되었다. | ” |

이후 불교 사찰을 찾아다니며 공덕을 드리는 것을 중단한다. 평소 부인 정씨와 사이가 좋지 않았던 그는 아내의 장례식에 불참했는데 이를 두고 말이 많았다. 실록에 의하면 "용(瑢)이 박대(薄待)하여 서로 보지 아니한 것이 이미 7, 8년이었다. 졸하게 되자 그 염(斂)하고 빈(殯)하는 여러 가지 일을 전혀 돌아보지 아니하였고, 그 아들 의춘군(宜春君) 이우직(李友直)도 또한 가서 보지 아니하니, 서인(庶人)의 죽음과 다를바가 없다"고 하였다.

### 계유정난과 죽음
그러나 그는 수양대군의 무신세력에 눌려 실권을 박탈당하고 음력 10월 10일 강화도로 유배되었다. 그해 음력 10월 18일 유배중에 교동도(喬桐島)에서 사사(賜死)되었다. 이후 그의 아들 이우직 역시 연좌제에 의해 처형되었고, 아내는 관비가 되었으며 의춘군의 아내이자 며느리인 오대(五臺)와 딸 무심(無心) 등은 권람의 집의 노비로 분배되었다.
평소에 하연(河演), 안견(安堅), 박팽년(朴彭年) 등 당시의 서화가들과 자주 교류를 가졌으며 시문에 뛰어났고 서화도 매우 뛰어났다. 글씨는 조맹부체로서 활달하고 자연스러우면서 획(劃) 골(骨)이 들어 있으며 풍류(風流)와 문화를 알던 그의 높은 인품이 그대로 반영되는 듯하다.
현존하는 서적(書蹟)으로는 경기도 여주의 영릉신도비(英陵神道碑), 용인의 청천부원군심온묘표(靑川府院君沈溫墓表), 과천의 임영대군구묘표 등이 있다. 그의 주도로 1450년(문종 1년) 구리 동활자인 경오자를 주조하여 그의 글씨를 바탕으로 하였으나, 그가 사사된 뒤 바로 녹여 을해자를 주조하였기 때문에 전해지는 일이 극히 드물다.

### 사후
아들 이우직은 강화도에서 진도(珍島)로 유배되었다가 사사당한다. 그의 재산은 모두 몰수되었고 양아버지인 성녕대군 사가의 재산 역시 몰수된다. 10월 19일 안평대군 일가가 화를 입어 몰살되자 양어머니인 성녕대군 부인 창녕성씨 또한 그해 10월 22일 경주로 귀양가 폐출(廢黜)되고, 오라비 성득식(成得識) 역시 거듭된 탄핵을 당했다. 그의 첩과 이우직의 처 역시 관비가 되었다. 양어머니 성씨는 1457년(세조 2)에 귀양에서 풀려나 친가에 있다가 사망한다.
이후 선원계보에서도 삭제되어 서인(庶人)으로 강등되었다가, 숙종 때 복권되고 어정배식록(御定配食錄)에 실렸다.

## 가족 관계
- 조부 : 태종(太宗, 1367 ~ 1422)
- 조모 : 원경왕후 민씨(元敬王后 閔氏, 1365 ~ 1420)
  - 아버지 : 세종(世宗, 1397 ~ 1450)
- 외조부 : 심온(沈溫, 1375 ~ 1418)
- 외조모 : 삼한국대부인 순흥 안씨(三韓國大夫人 順興 安氏, ? ~ 1444)
- 어머니 : 소헌왕후 심씨(昭憲王后 沈氏, 1395 ~ 1446)
  - 누나 : 정소공주(貞昭公主, 1412 ~ 1424)
  - 형 : 문종(文宗, 1414 ~ 1452)
  - 누나 : 정의공주(貞懿公主, 1415 ~ 1477)
  - 형 : 세조(世祖, 1417 ~ 1468)
  - 동생 : 임영대군(臨瀛大君, 1420 ~ 1469)
  - 동생 : 광평대군(廣平大君, 1425 ~ 1444)
  - 동생 : 금성대군(錦城大君, 1426 ~ 1457)
  - 동생 : 평원대군(平原大君, 1427 ~ 1445)
  - 동생 : 영응대군(永膺大君, 1434 ~ 1467)

- 정부인 : 부부인 연일 정씨(迎日 鄭氏, ? ~ 1453) - 좌의정 정연(鄭淵, 1389 ~ 1444)의 딸
  - 장남 : 의춘군 이우직(宜春君 李友直, 1439 ~ 1454)
  - 자부 : 군부인 의령 남씨(宜寧 南氏) - 좌의정 남지(南智)의 딸,동생 임영대군의 처제, 영의정 남재(南在)의 손녀
  - 자부 : 오대(五臺)
    - 손녀 : 무심(無心)

  - 차남 : 덕양군 우량(德陽君 友諒, ? ~ 1452)
  - 자부 : 미상

## 기타
시문과 그림에 관심이 많아 안견, 박팽년, 김수온, 이현로 등과 교류하였다. 안평대군의 주도로 글과 그림이 어울려 이루어지는 서화합벽(書畵合璧)이 권축(卷軸) 형태로 다수 제작되었다. 이는 세종대에 특징적으로 나타나는 종합예술 형식이다. 대표적인 작품으로 몽유도원도(夢遊桃源圖)를 들 수 있다.
안평대군과 이현로(李賢老)의 집에는 글과 작품들이 많았는데, 계유정난 이후 세조는 이 작품들을 보지도 않고 '괴상한 글과 작품'이라는 이유로 모두 불태워 버렸다.

## 관련 작품

### 드라마
- 《조선왕조 오백년 설중매》 (MBC, 1984년, 배우: 전인택)
- 《파천무》 (KBS2, 1990년, 배우: 차두옥)
- 《한명회》 (KBS2, 1994년, 배우: 노영국)
- 《왕과 비》 (KBS1, 1998년, 배우: 정성모)
- 《대왕 세종》 (KBS, 2008년, 배우: 한시훈, 강한별)
- 《공주의 남자》 (KBS2, 2011년, 배우: 이주석)
- 《인수대비》 (JTBC, 2011년~2012년, 배우: 이광기)[5]

## 같이 보기
- 안평대군 이용 집터
- 계유정난
- 세조 찬위
- 김종서
- 황보인
- 사육신
- 생육신
- 금성대군
- 성녕대군
- 서울 세종 영릉 신도비